# История радиовещания в России
История радиовещания описывает события, связанные с историей радиовещания в СССР и России.  

## 1919—1924
Источник, если не указано иначе.
Первые радиовещательные передачи в Советской России велись в 1919 году из Нижегородской радиолаборатории, с 1920 — из опытных радиовещательных станций в Москве, Казани и других городах.
В 1920 году вышло Постановление ВЦИК «Об организации радиотелеграфного дела РСФСР», в соответствии с которым было принято решение о строительстве радиостанций, и в том же году было завершено строительство крупнейшей тогда в стране Московской радиотелеграфной станции на улице Шаболовка.
27 января 1921 года Совет народных комиссаров РСФСР принял Декрет «О радиотелефонном строительстве», в котором говорилось о строительстве в стране сети радиостанций: «…Поручить Народному Комиссариату почт и телеграфов оборудовать в Москве и наиболее важных пунктах Республики радиоустановки».
В это же время стали возникать и первые проводные широковещательные радиотелефонные передачи, обращённые к массовой аудитории.
К весне 1921 года инженеры Казанской базы радиоформирований (военно-техническая база по типу арсенала) сконструировали усилитель, с помощью которого через рупор-громкоговоритель вроде граммофонной трубы можно было громко транслировать разговор по телефону. 1 мая 1921 года подобные рупоры-репродукторы были установлены в Казани на двух площадях, и через них стали передавать тексты газетных статей. 7 мая 1921 года информацию об этом, поступившую по каналам РОСТА (Российского телеграфного агентства) напечатали московские газеты в подборке сообщений о праздновании Первого мая на местах. В тот же день правительство запросило письменный отчёт о работе в области радиотелефонии и выступило с предложением распространить казанский опыт на Москву и Петроград.
С 28 мая по 1 июня 1921 года громкоговорящая радиотелефонная установка была испытана в Москве: на балконе здания Моссовета были установлены рупоры-громкоговорители. После этого репродукторы были установлены на 6 площадях Москвы и с 17 июня стали вещать передачи из студии, оборудованной на Центральной радиотелефонной станции (на ул. Мархлевского). Их содержание составляла звуковая радиогазета — телеграммы РОСТА, материалы из газет, а также лекции и доклады, подготовленные специально для передач. А с 22 июня передачи стали выходить регулярно и ежедневно (с 21 до 23 часов, за исключением ненастных дней).
Этот день можно считать днём начала регулярного массового проводного вещания. При полном отсутствии индивидуальных радиоприёмников и даже репродукторов в квартирах это был способ охвата широкой аудитории слушателей, при котором трансляции можно было слушать прямо на улице.
25 сентября 1921 года в Москве на Вознесенской улице (ныне улица Радио) было начато строительство первой в России Центральной радиотелефонной станции, ламповый радиопередатчик для которой, мощностью 12 кВт, был спроектирован и изготовлен в Нижегородской радиолаборатории в лаборатории Бонч-Бруевича.

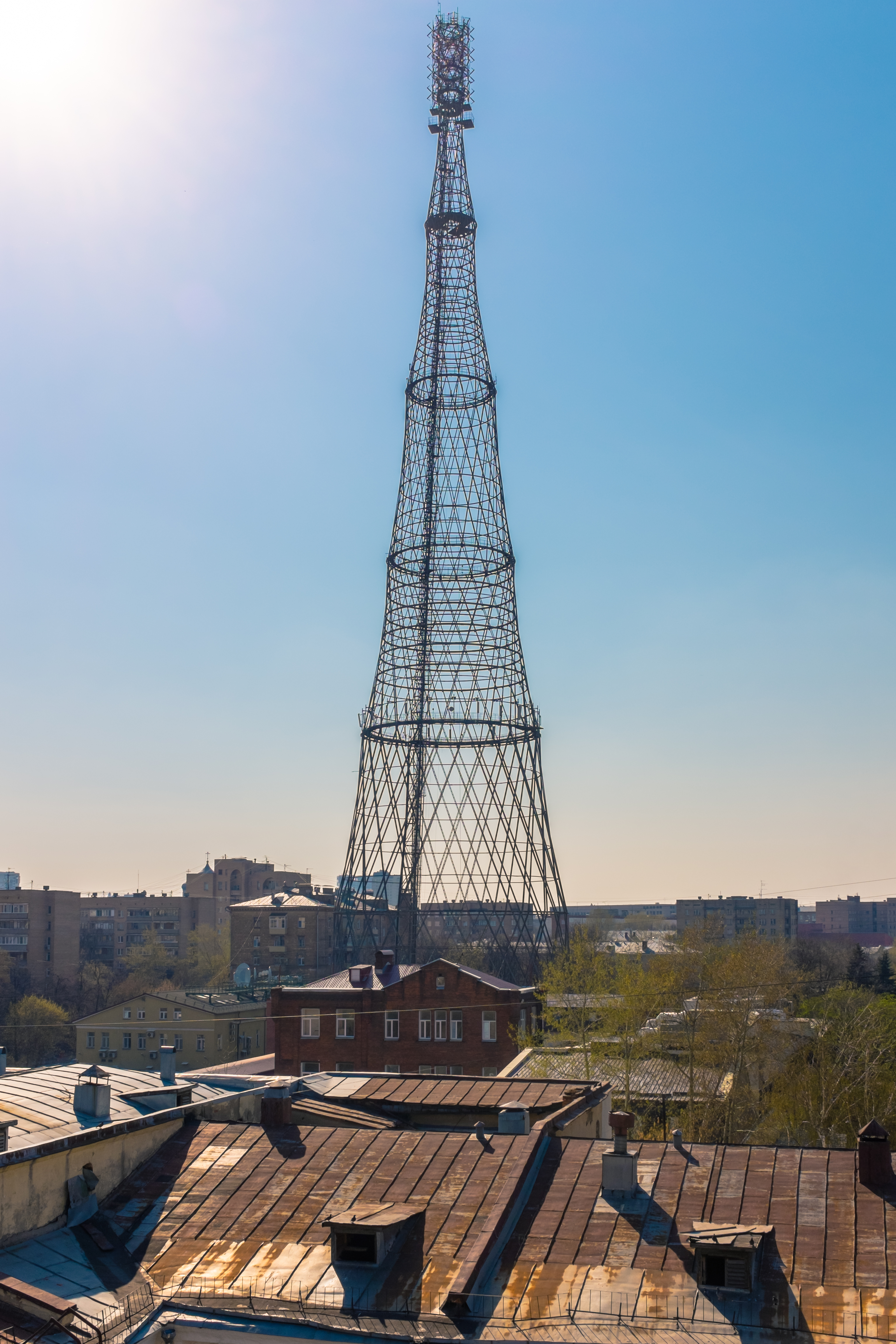
Шуховская радиобашня, Москва.

14 февраля 1922 года в Москве на Шаболовке по проекту и под непосредственным руководством выдающегося инженера Владимира Шухова было завершено строительство самой высокой в стране 160-метровой ажурной цельнометаллической башни, названной впоследствии его именем (была установлена и окончательно закреплена последняя шестая секция башни), ставшей опорой для радиопередатчиков Московской радиотелеграфной станции. 28 февраля на башню была установлена антенная мачта, на чём закончились работы Шухова.
19 марта 1922 года на башню установили передатчики радиовещания и началась трансляция радиопередач. Мощность дугового генератора на башне составляла 100 кВт, а дальность — 10 тысяч км. Это было мощнее, чем радиостанции Парижа, Нью-Йорка и Берлина, можно было связаться со станциями Науэна и Рима.
21 августа 1922 года было начато радиовещание для обычных слушателей, которые смогли теперь принимать радиосигнал на большой территории — в Москве начала работу Центральная радиотелефонная станция, первая в России широковещательная радиостанция, осуществлявшая пробные передачи, которые постепенно становились довольно регулярными.

Появились первые речевые программы: «Радио всем» и «Новости радио», осуществлялась трансляция музыки. Так, 3 сентября 1922 года в газете «Известия» вышла заметка: 
На днях на вновь построенной Центральной радиотелефонной станции в Москве  будет дан первый радиоконцерт с участием артистов Большого Театра и профессоров Консерватории. Артисты будут исполнять свои номера вблизи обычной телефонной трубки. Слушать концерт могут все города РСФСР, где имеются обычные радиоприёмники. Фамилия участников, программа концерта, день и час начала будут сообщены радиограммой.
 15 сентября 1922 по радио передано сообщение следующего содержания! 
Всем, всем, всем! Настройтесь на волну в 3 тысячи метров и слушайте! В воскресенье, 17 сентября, в 3 часа дня по декретному времени, на Центральной радиотелефонной станции Наркомпочтеля состоится первый концерт. В программе русская музыка.
17 сентября 1922 года в 15 часов диктор объявил: «Алло, алло! Внимание! Говорит Москва!» и состоялась трансляция радиоконцерта, первой в России музыкальной радиопередачи. В числе участников концерта были Б. М. Евлахов, Н. А. Обухова, Р. Н. Венгерова, В концерт были включены также инструментальные произведения, выступали скрипач Б. О. Сибор, флейтист А. И. Ларин, оркестр Большого театра.
Всего было передано несколько первых радиоконцертов. В их программу входили произведения П. И. Чайковского, А. П. Бородина, Н. А. Римского-Корсакова.
7 ноября 1922 года Центральной радиотелефонной станции было присвоено наименование «Радиостанция имени Коминтерна», а Ходынской радиостанции «Октябрьская» и состоялось официальное открытие Радиостанции имени Коминтерна, в то время самой мощной в мире. В 17 часов исполнением «Интернационала» через Радиостанцию имени Коминтерна началась трансляция праздничного концерта с участием артистов московских театров. Передачу принимали в Иркутске, Ташкенте, в дальнем Заполярье. Вскоре с началом постоянного радиовещания в СССР эта радиостанция будет передавать программы Всесоюзного радио.
4 июля 1923 года Совет Народных Комиссаров СССР принял декрет «О радиостанциях специального назначения», предоставивший право государственным, партийным и профсоюзным организациям производить и эксплуатировать приёмные радиостанции, как в то время назывались радиоприёмники.
28 июля 1924 год Совнарком СССР принял постановление «О частных приёмных радиостанциях», известное как «Закон о свободе эфира», которое легализовало работу радиоприёмников частного пользования и положило начало широкой радиофикации страны, развитию радиовещания, массовому радиолюбительству.

## АО «Радиопередача» (1924—1928)
1 октября 1924 года было образовано акционерное общество «Радио для всех» (акционерное общество для широковещания по радио), учредителями которого стали Трест заводов слабых токов, РОСТА и Наркомпочтель.
Первоначально в число задач общества входили в основном вопросы радиостроительства: развитие радиопередающей и радиоприёмной сети, популяризация идей радиолюбительства, проведение лекций, выпуск периодических изданий. Однако устав общества, утверждённый 1 декабря 1924 года постановлением Совета труда и обороны, предусматривал расширение обязанностей общества, относя к его важнейшим задачам организацию вещания.
За неделю до этого, 23 ноября общество начало вести регулярные радиопередачи. В этот день состоялась первая широковещательная передача Московского радио для гражданского населения страны. Регулярное радиовещание было начато Радиостанцией имени Коминтерна, находящейся в Москве на Вознесенской (ныне Улица Радио) передатчиком мощностью 22 кВт., самым мощным на тот момент в мире. Регулярное радиовещание состояло, практически полностью, из радиоверсий ряда газет. В первой радиогазете выступили народный комиссар иностранных дел Георгий Чичерин, народный комиссар просвещения Анатолий Луначарский, писатель Валентин Катаев и др.
1 декабря 1924 года АО «Радио для всех» переименовано в АО «Радиопередача». Председателем правления общества назначен старый большевик A. B. Шотман.
12 декабря 1924 года состоялась первая в СССР трансляция симфонического концерта из Колонного зала Дома Союзов. В программе: «Интернационал», сюита Грига «Пер Гюнт», марш из оперы Верди «Аида». Этот зал на протяжении 70 лет будет основной концертной площадкой Всесоюзного радио, откуда будут вестись прямые трансляции концертов, праздничных музыкально-литературных вечеров, площадкой для публичных выступлений музыкальных коллективов Всесоюзного радио.
В марте 1925 года радио начало вести тематические литературно-музыкальные передачи «Культурное наследие — детям», первые программы цикла были посвящены творчеству Пушкина, Крылова, Бетховена и теме «Природа в музыке».

В июне 1925 года при агитпропе ЦК РКП(б) создана Радиокомиссия ЦК РКП(б) под руководством Н. К. Крупской и А. В. Луначарского. В ноябре того же года Радиокомиссией был заслушан отчет общества «Радиопередача». В принятом по результатам отчёта постановлении говорилось:
Основными задачами “Радиопередачи” признаны: 1) организация агитационного и культурно-просветительного широковещания с устройством необходимых установок как передающих, так и приемных и 2) радиофикация деревни. Для усиления политической радиоагитации признано необходимым установление более тесной связи культотдела “Радиопередачи” с отделом агитации агитпропа ЦК.
7 ноября 1925 был года проведён первый прямой репортаж по радио о праздничном параде с Красной площади. При этом репортаж вёлся не только для СССР, но и для зарубежной аудитории на английском, немецком и французском языках.
В 1925—1927 годах введены в строй радиостанции в Минске, Баку, Харькове, Ташкенте, Ленинграде, Киеве, Тбилиси и других городах.
| Место                                      | Время установки | Позывные 1928/29 | Позывные 1930 | Позывные 1940/41 |
| ------------------------------------------ | --------------- | ---------------- | ------------- | ---------------- |
| Абакан                                     | ?               |                  |               | РВ-68            |
| Александровск                              | 1935            |                  |               | РВ-38            |
| Алма-Ата (КазССР)                          | 1931-05-01      |                  |               | РВ-60            |
| Армавир                                    | 1927-05-01      | РА-47            | РВ-50         |                  |
| Артёмовск (УССР)                           | 1927-05-28      | РА-56            | РВ-26         |                  |
| Архангельск                                | 1931            |                  |               | РВ-36            |
| Астрахань                                  | 1926-03-04      | РА-26            | РВ-35         | РВ-35            |
| Ашхабад (ТуССР)                            | 1927-11-15      | РА- 6            | РВ-19         | РВ-19            |
| Баку (ЗСФСР/АзССР)                         | 1926-07-17      | РА-45            | РВ- 8         | РВ- 8            |
| Баранович (БССР)                           | 1939            |                  |               | РВ-95            |
| Великий Устюг                              | 1925-12-17      | РА-16            | РВ-41         |                  |
| Вильнюс (ЛитССР)                           | 1940            |                  |               | РВ-120           |
| Винница (УССР)                             | ?               |                  |               | РВ-75            |
| Владивосток                                | 1925-10-15      | РА-17            | РВ-28         | РВ-32            |
| Владикавказ/Орджоникидзе                   | 1931            |                  |               | РВ-64            |
| Вологда                                    | 1926-06-26      | РА-41            |               |                  |
| Воронеж                                    | 1925-10-20      | РА-12            | РВ-25         | РВ-25            |
| Гомель им. Сталина (БССР)                  | 1926-03-01      | РА-39            | РВ-40         |                  |
| Грозный                                    | 1928            | РА-94            | РВ-23         | РВ-23            |
| Днепропетровск (УССР)                      | 1926-07-01      | РА-30            | РВ-30         | РВ-30            |
| Иваново-Вознесенск                         | 1925-06-11      | РА- 7            | РВ-31         | РВ-31            |
| Игарка                                     | ?               |                  |               | РВ-85            |
| Ижевск                                     | 1932            |                  |               | РВ-78            |
| Иркутск                                    | 1926-11-07      | РА-57            | РВ-14         | РВ-14            |
| Йошкар-Ола                                 | 1933            |                  |               | РВ-61            |
| Казань                                     | 1927            | РБ-12            | РВ-17         | РВ-17            |
| Караганда (КазССР)                         | 1931            |                  |               | РВ-46            |
| Каунас (ЛитССР)                            | 1940            |                  |               | РВ-110           |
| Киев (УССР)                                | 1926-07-30      | РА- 5            | РВ- 9         | РВ- 9;-87        |
| Кишинёв (МССР)                             | 1940            |                  |               | РВ-101           |
| Краснодар                                  | 1926-08-09      | РА-38            | РВ-33         | РВ-33            |
| Красноярск                                 | 1931            |                  |               | РВ-66            |
| Кременчуг (УССР)                           | 1927-11-07      | РА-60            |               |                  |
| Кулдига (ЛатССР)                           | 1940            |                  |               | РВ-130           |
| Курск                                      | 1926-11-19      | РА-34            |               | РВ-58            |
| Ленинград                                  | 1926-06-16      | РА-42            | РВ- 3         | РВ-53            |
| Ленинград Ⅱ                                | 1926-12-15      | РА-59            | РВ-36         | РВ-70            |
| Луганск (УССР)                             | ?               | РБ-10            |               |                  |
| Львов (УССР)                               | 1939            |                  |               | РВ-94            |
| Мадона (ЛатССР)                            | 1940            |                  |               | РВ-140           |
| Махачкала                                  | 1927-11-15      | РА-92            | РВ-27         | РВ-27            |
| Минск им. Совнаркома БССР                  | 1925-11-15      | РА-18            | РВ-10         | РВ-10            |
| Москва им. Попова (Сокольники)             | 1924-10-12      | (без)            | (без)         |                  |
| Москва им. Коминтерна (Шаболовка; Ногинск) | 1924-11-23      | РА- 1 1450 m     | РВ- 1 1481 m  | РВ- 1 1744 m     |
| Москва МГСПС (Б. Дмитровка)                | 1925-01-22      | РА- 2            | РВ-37         |                  |
| Москва Совторгслужащих (М. Дмитровка)      | 1925-11-23      | РА- 4            | РВ-39         |                  |
| Москва ВЦСПС (Щёлково)                     | 1929-11-28      |                  | РВ-49         | РВ-49;-59(КВ)    |
| Москва РЦЗ (Ногинск)                       | 1935?           |                  |               | РВ-43;-96(КВ)    |
| Москва Октябрьская (Ходынское поле)        | ?               | (ДВ)             |               |                  |
| Москва опытный НКПТ                        | ?               |                  | РВ- 2         |                  |
| Мурманск                                   | 1935            |                  |               | РВ-79            |
| Нальчик                                    | 1927-05-08      | РА-67            | РВ-51         | РВ-51            |
| Нижний Новгород/Горький                    | 1925-11-23      | РА-13            | РВ-42         | РВ-42            |
| Николаев (УССР)                            | ?               | РА-11(?)         | РВ-43         |                  |
| Новосибирск                                | 1926-06-15      | РА-33            | РВ- 6         | РВ-76            |
| Одесса (УССР)                              | 1926-06-26      | РА-40            | РВ-13         | РВ-13            |
| Ойрот-Тура                                 | 1934            |                  |               | РВ-83            |
| Омск                                       | 1927-11-07      | РА-82            | РВ-44         | РВ-44            |
| Оренбург/Чкалов                            | 1927-03-15      | РА-25            | РВ-45         | РВ-45            |
| Пенза                                      | 1927-11-07      | РА-89            | РВ-56         |                  |
| Петрозаводск                               | 1926-11-19      | РА-46            | РВ-29         | РВ-29            |
| Петропавловск Акмолинск (КазССР)           | 1926-12-15      | РА-64            | РВ-46         |                  |
| Покровск/Энгельс                           | ?               |                  |               | РВ-55            |
| Полтава (УССР)                             | 1927-11-07      | РА-93            |               |                  |
| Пятигорск                                  | 1927-12-16      | РА-95            | РВ-34         | РВ-18            |
| Рига (ЛатССР)                              | 1940            |                  |               | РВ-123           |
| Ростов-на-Дону                             | 1926-12-01      | РА-14            | РВ-12         | РВ-12            |
| Самара/Куйбышев                            | 1927-05-07      | РА-22            | РВ-16         | РВ-16            |
| Самарканд (УзССР)                          | 1927-11-08      | РА-48            | РВ-18         |                  |
| Саранск                                    | 1933            |                  |               | РВ-65            |
| Саратов                                    | 1926-06-15      | РА-32            |               | РВ- 3            |
| Свердловск                                 | 1926-12-10      | РА-15            | РВ- 5         | РВ- 5            |
| Симферополь                                | ?               |                  | РВ-52         | РВ-73            |
| Смоленск                                   | 1927-01-19      | РА-68/-50        | РВ-24         | РВ-24            |
| Смоленск ОДР                               | 1927-03-05      | РА72             |               |                  |
| Ставрополь/Ворошилов                       | 1926-04-03      | РА-20            | РВ-32         | РВ-77            |
| Сталинабад (ТССР)                          | ?               |                  |               | РВ-47            |
| Сталинград                                 | 1933            |                  |               | РВ-34            |
| Сталино (УССР)                             | 1927-05-16      | РА-77            |               | РВ-26            |
| Сыктывкар                                  | 1931            |                  |               | РВ-41            |
| Таллин (ЭстССР)                            | 1940            |                  |               | РВ-109           |
| Тарту (ЭстССР)                             | 1940            |                  |               | РВ-105           |
| Ташкент (УзССР)                            | 1927-01-25      | РА-27            | РВ-11         | РВ-11            |
| Тверь/Калинин                              | 1926-06-15      | РА-44            |               | РВ-71            |
| Тирасполь (МССР)                           | 1930            |                  |               | РВ-57            |
| Тифлис/Тбилиси (ЗСФСР/ГрССР)               | 1926-12-15      | РА-11            | РВ- 7         | РВ- 7            |
| Томск                                      | 1925-07-25      | РА-21/-53        | РВ-48         | РВ-48            |
| Тула                                       | 1927-07-01      | РА-71            |               |                  |
| Турткуль (УзССР)                           | ?               |                  |               | РВ-81            |
| Тюри (ЭстССР)                              | 1940            |                  |               | РВ-107           |
| Улан-Удэ                                   | 1932            |                  |               | РВ-63            |
| Ульяновск                                  | 1927-02-20      | РА-51            |               |                  |
| Уфа                                        | 1927-11-07      | РА-96            | РВ-22         |                  |
| Фрунзе (КиргССР)                           | 1938            |                  |               | РВ- 6            |
| Хабаровск                                  | 1927-10-15      | РА-97(КВ)        | РВ-15(КВ)     | РВ-15(КВ);-54    |
| Харьков (УССР)                             | 1925-08-15      | РА-43            | РВ-20         |                  |
| Харьков Ⅱ (УССР)                           | 1927-05-23      | РА-24            | РВ- 4         | РВ- 4            |
| Чебоксары                                  | 1932            |                  |               | РВ-74            |
| Челябинск                                  | 1935            |                  |               | РВ-72            |
| Чернигов (УССР)                            | 1934            |                  |               | РВ-86            |
| Чита                                       | ?               |                  |               | РВ-52            |
| Элиста                                     | 1935            |                  |               | РВ-48            |
| Эривань/Ереван (ЗСФСР/АрмССР)              | 1926-09-22      | РА-49            | РВ-21         | РВ-21            |
| Якутск                                     | 1936            |                  |               | РВ-62            |

## В ведомстве Наркомпочтеля СССР (1928—1933)

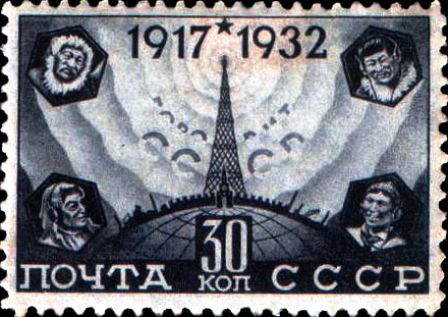
Почтовая марка 1932 год. 15 лет Октября: Радиовещание СССР

В 1928 году АО «Радиопередача» было ликвидировано, радиовещание перешло в ведомство Народного комиссариата почт и телеграфов СССР.
В 1929 году была пущена Радиостанция ВЦСПС мощностью 100 кВт, радиовещание становится двухпрограммным.
7 ноября 1929 года было запущено иновещание на Францию, Англию и США.
10 сентября 1931 года в рамках НКПТ СССР был создан Всесоюзный комитет по радиовещанию.
При этом содержание радиовещания не изменилось, всё также практически полностью состоя из радиоверсий газет.
Из иностранных радиостанций на коротких волнах (КВ) в этот период вещала только немецкоязычная «Weltrundfunksender».

## Становление Всесоюзного радио (1933—1945)
31 января 1933 года Всесоюзный комитет по радиовещанию был выделен из НКПТ СССР как Всесоюзный комитет по радиофикации и радиовещанию при Совете Народных Комиссаров СССР  (впоследствии многократно переименовывался), который в этом же году начал производство собственных передач, что означало окончательное становление первого всесоюзного радиоканала — Первой программы Всесоюзного радио.
Всесоюзное радио начало вещание на длинных (ДВ) и средних волнах (СВ), во всех областях (кроме Московской, в которой совместно с Москвой действовала Главная редакция программ для Москвы и Московской области, и Ленинградской), краях и союзных республиках. В Ленинграде (совместно с Ленинградской областью) были созданы областные комитеты по радиофикации и радиовещанию (с 1957 года — комитеты по радиовещанию и телевидению при исполнительных комитетах областных (краевых, в Ленинграде — городского) советах депутатов трудящихся), вещавших в «региональных окнах» Всесоюзного радио. В этот период Всесоюзное радио было единственным в России внутринациональным радиоканалом, наряду с которым в России вещали только иновещательные радиоканалы иностранных государственных радиокомпаний, доступных на коротких волнах. Вещание шло через стационарные двух- или трёхдиапазонные радиоприёмники (СВ и ДВ или СВ, ДВ и КВ) или через громкоговорители местной радиотрансляционной сети. Запущен радиопередатчик мощностью 500 кВт — самый мощный в мире.
В 1937 году радиовещание перенесено в новый Московский радиодом на Малой Никитской, пущен коротковолновый радиопередатчик РВ-96 мощностью 120 кВт.
К 1941 году СССР был отсталой страной в плане радиовещания. Председатель Государственного комитета по радиофикации и радиовещанию А. А. Пузин писал:

СССР до войны являлся самой отсталой страной в области радиофикации. Во Франции, например, имелось 5 млн радиоприемников, в Англии — 10 млн, в США более 50 млн, а в СССР всего около 500 тыс.
В 1940 году в СССР было выпущено 140 тысяч радиоприемников. Всего в СССР в 1940 году было 15 радиозаводов (в том числе один в Латвии).
Из иностранных радиостанций на коротких волнах в этот период вещали иноязычные радиостанции «Deutsche Kurzwellensender», «Варшава 3» и «Радио Прага».
В 1941—1942 годах была построена самая мощная в мире радиостанция в Куйбышевской области.
В 1945 году возобновила работу «2-я программа Всесоюзного радио» (с 1 августа 1964 года — Радиостанция «Маяк»), вещание которой было приостановлено в 1941 г.
В 1930-х годах радиовещание сыграло значительную роль в пропаганде передовых методов труда (стахановского движения и др.), в организации социалистического соревнования, в патриотическом воспитании населения.
Боевую роль агитатора, пропагандиста, организатора выполняло радиовещание в годы Великой Отечественной войны. Своеобразная радиолетопись борьбы с нацистскими захватчиками была создана тысячами радиообращений Совинформбюро, сообщений с фронта, оперативными выпусками «Последних известий», публицистическими радиоречами, звуковыми письмами. Каждому жителю СССР стал известен голос диктора Всесоюзного радио Ю. Б. Левитана, читавшего сводки Совинформбюро и приказы Верховного Главнокомандующего И. В. Сталина. Постоянно велись передачи для партизан и населения временно оккупированных территорий.

## Период 1946—1962 годов
В 1946 году в СССР стало внедряться радиовещание в диапазоне ультракоротких волн (УКВ) на основе метода частотной модуляции — ЧМ-вещание. Первая радиовещательная станция в Москве на метровых волнах с частотной модуляцией имела мощность 1 кВт на частоте 46,5 МГц.
В 1947 году запущена Третья программа Всесоюзного радио (общий объём передач на трёх программах составляет 45 часов в сутки), начинается сплошная радиофикация колхозов.
С 1957 года по мере строительства областных телецентров запускаются УКВ-дубли всех трёх программ Всесоюзного радио. Кроме того, продолжает существование вещание через проводную радиотрансляционную сеть.
В 1960 в Москве году была запущена 4-я программа Всесоюзного радио.

## Монополия Гостелерадио СССР (1962—1991)
В 1962 году введено новое Положение о передачах Всесоюзного радио, в котором предусматривалось конкретное и точное определение содержания и жанра планируемых передач, организация сезонных (осенне-зимней и весенне-летней) сеток вещания, а в марте 1964 года было принято постановление Совета Министров РСФСР (были также аналогичные постановления в других союзных республиках) об обязательном наличии радиотрансляционной сети во всех строящихся жилых домах.
В последующие 30 лет во всех регионах СССР было доступно три радиоканала на ультракоротких волнах — Первая программа Всесоюзного радио, 2-я программа — «Маяк», 3-я программа — 3-я программа Всесоюзного радио. Исключением являлись Москва и Московская область, где на ультракоротких и средних волнах вещали также 4-я программа и ретранслировалось «Ленинградское радио», Ленинград и Ленинградская область где на ультракоротких и средних волнах вещало Ленинградское радио.

## Дуополия ВГТРК — РГТРК «Останкино» (1991—1997)
2 сентября 1991 года российские республиканские радиопередачи стали идти по отдельной программе, а также они стали ретранслироваться на частотах на УКВ 1-й программы Всесоюзного радио и радиотрансляционными узлами России по 1-й программе, ретрансляция Радио 1 (бывшая 1-я программа Всесоюзного радио) стала вестись по 3-й программе Всесоюзного радио и частотах на УКВ 3-й программы Всесоюзного радио (в тех краях и областях где она на УКВ ретранслировалась).
Таким образом в этот период во всех регионах были доступны две радиостанции в диапазоне УКВ OIRT: «Радио России» (совместно с «региональными окнами» в рамках которых вещали региональные ГТРК) и «Маяк», в Белгородская область,Брянская область,Воронежская область,Ивановская область,Липецкая область,Рязанская область,Саратовская область, Смоленская область,Пензенская область,Нижегородская область,Тульская область,Ярославская область,Архангельская область,Вологодская область,Кировская область‚Мурманская область,Новгородская область,Ростовская область,Астраханская область,Волгоградская область,Краснодарский край и Ставропольский край‚ Удмуртская республика‚Кабардино-Балкарская Республика,Республика Татарстан,Республика Коми и Чувашская Республика — Чувашия: «Радио России», «Маяк», «Радио-1», в Пермский край, Волгоградская область - «Радио России», «Маяк», «Радио-1» и «Орфей», на длинных и средних волнах: "Радио 1", "Маяк" и "Радио России" (доступные в тот период на портативных всеволновых радиоприёмниках и радиолах), и по одному на проводном радиовещании (были доступны на специальных приставках («приёмниках проводного радиовещания», обычно трёхпрограммных, 1-я программа — «Радио России», 2-я программа — «Маяк», 3-я программа — «Радио-1») или громкоговорителях местных радиотрансляционных сетей (обеспечивали вещание только «Радио России»)). Кроме того на коротких волнах оставались доступны иновещательные программы зарубежных государственных телерадиокомпаний. В Москва, Санкт-Петербурге и других крупных городах начали вещать частные FM-радиостанции (самая первая из которых — «Европа Плюс» была запущена 30 апреля 1990), в том числе и в диапазоне УКВ CCIR.

## Конец дуополии ВГТРК — ОРС «Маяк» (1997—2000)
12 октября 1995 года был запущен процесс ликвидации РГТРК «Останкино», Ликвидационная комиссия РГТРК «Останкино» продолжала деятельность на протяжении 1996—1997 годов, весной-летом 1996 года были созданы Общероссийская радиостанция «Радио 1», Общероссийская радиостанция «Маяк», Радиостанция «Юность» и Радиостанция «Орфей», которым одновременно с созданием перешли частоты одноимённых радиоканалов РГТРК «Останкино», в 1997 году ОРС «Радио 1» было ликвидировано (позже создано одноимённое акционерное общество запустившее радиоканал на второстепенной частоте и только в УКВ-диапазоне), 3-й радиоканал был передан региональным радиостанциям — в Москве «Говорит Москва», в ряде регионов — Nostalgie, с начала 2000-х — «Мелодия», одновременно ОРС «Маяк» и РС «Юность» были объединены в ОГРК «Маяк», 27 июля 1998 года она, РС «Орфей», «Голос России» и региональные ГТРК были присоединены к ВГТРК, в этот же день сама «старая ВГТРК» была разделена на ГРК «Радио России», ГТК "Телеканал «Россия», ГТК "Телеканал «Культура», «старое радио» ВГТРК продолжает оставаться однопрограммным, пока в Москве в 2006 году не запускается радиоканал «Культура», а в 2008 году — «Вести ФМ». В этот же период в регионах в диапазоне УКВ (но не в полосе частот 65,9—74 МГц, а в полосе 87,5—108 МГц, которая получила название «FM-диапазон») начали вещание коммерческие радиостанции — наибольшее распространение получили «Русское радио», «Авторадио», «Европа Плюс». Приём программ в FM-диапазоне осуществлялся радиоприёмным оборудованием преимущественно зарубежного производства.

## Современный период (с 2000 года)
В середине и второй половине 2000-х как государственные, так и частные радиокомпании в России запустили интернет-дубли своих УКВ- и (или) FM-радиоканалов. В конце 2000-х — начале 2010-х началось сворачивание вещания иновещательных программ крупнейших зарубежных общественных телерадиокомпаний (оставались только их дубли вещающие через интернет): русская служба «Голоса Америки» прекратила вещание на коротких волнах — 27 июля 2008 года, «Русская служба BBC» — 26 марта 2011 года, русская служба «Немецкой волны» — 30 июня 2011 года, русская служба RFI — в 2015 году, RCI (CBC) — в июне 2012 года, иновещание Rai на иностранных языках было полностью прекращено ещё в 2007 году. В настоящий момент на коротких волнах доступны в основном международные государственные радиоканалы («Международное радио Китая» и «Голос Кореи»), тогда как русскоязычные версии международных общественных радиоканалов (DW, BBC, RFI) доступны преимущественно через интернет. Также прекратили вещание дубли «Радио России» и «Маяка» на длинных и средних волнах (в Москве Маяк 14 марта 2013 года, «Радио России» на длинных волнах 9 января 2014 года, на средних — 1 февраля 2015 года). Таким образом, государственные радиоканалы («Радио России» и «Маяк») в большинстве регионов стали доступны преимущественно на устаревших радиоприёмниках, через проводное радиовещание, а также в интернете, тогда как частные — преимущественно на современных портативных всеволновых радиоприёмниках, магнитолах (точнее сидиолах), через мобильные телефоны и в интернете. 18 июля 2019 года в Санкт-Петербурге впервые в России заработала цифровая радиостанция в стандарте DRM+ (Comedy Radio, 95,9 МГц).
С 1990-х годов радиопередачи ведутся также группой коммерческих радиостанций, принадлежащих медиахолдингам: «Газпром-Медиа», «Европейская медиагруппа», «Русская медиагруппа», «Krutoy Media» и другим. В 1929—2014 годах вещание на зарубежные страны велось «Московским радио», преобразованным в 1993 году в «Голос России». С 2014 года иновещание осуществляется радиостанцией Sputnik.

## Комментарии
1. ↑  Впоследствии, с 1927 года — вторая радиостанция имени Коминтерна  («Новый Коминтерн»[3], «Большой Коминтерн»[2]).
2. ↑  Сокращённо НКПТ, НКПиТ, Наркомпочтель РСФСР.
3. ↑  См. Комм. 1.
4. ↑  С 1957 года это был Государственный комитет по радиовещанию и телевидению при Совете Министров СССР (Гостелерадио СССР).
5. ↑  После распада СССР — Радио-1. Не путать с Радио 1.